# 황야의 7인
《황야의 7인》(영어: The Magnificent Seven)은 1960년 공개된 미국의 서부 영화이다. 감독은 존 스터지스였고, 율 브리너, 일라이 월릭, 스티브 매퀸, 호르스트 부흐홀츠 등이 출연하였다. 음악 감독은 엘머 번스타인이다. 구로사와 아키라 감독의 1954년작 《7인의 사무라이》를 서부 영화로 번안하였다. 의기투합한 7인의 총잡이가 무법자들에게 약탈당하는 멕시코의 작은 마을을 구출하는 줄거리이다.

## 줄거리
칼베라가 이끄는 산적 떼는 식량과 보급품을 얻기 위해 가난한 멕시코 마을을 주기적으로 습격한다. 최근 칼베라가 마을 사람을 죽인 마지막 습격 이후, 마을 지도자들은 반격하기로 결정한다.
그들은 몇 안 되는 귀중품을 들고 세 명의 마을 사람들을 보내 무기를 구하려고 한다. 미국 국경 안쪽의 한 마을에서 마을 사람들은 총잡이 크리스 애덤스를 찾아 접근한다. 크리스는 "총보다 사람이 싸다"며 마을을 방어하기 위해 총잡이들을 고용하라고 조언한다.
처음에는 모집을 돕겠다고만 동의했던 크리스는 결국 그룹을 이끌게 된다. 적은 보수에도 불구하고 크리스는 다섯 명의 총잡이를 찾는다. 그들은 도박으로 망한 총잡이 빈 태너, 크리스가 훨씬 더 큰 보상을 숨기고 있다고 생각하는 크리스의 친구 해리 럭, 힘든 시기를 보내고 있는 아일랜드계 멕시코인 베르나르도 오라일리, 순전히 도전 때문에 합류한 칼과 총의 전문가 브릿, 그리고 쓰러진 적들의 악몽에 시달리고 전투에 대한 용기를 잃은 깔끔한 도망자 총잡이 리를 포함한다. 마을로 가는 길에 그들은 크리스에 합류하려는 이전 시도가 거절당했던 성급한 신인 총잡이 치코의 뒤를 쫓는다. 그의 끈기에 감명받은 크리스는 그를 그룹에 받아들인다.
마을에 도착한 그들은 마을 사람들과 함께 요새를 짓고 전투 훈련을 시킨다. 그들은 마을에 젊은 여성이 부족하다는 것을 알게 되는데, 치코가 페트라를 우연히 발견하고 총잡이들이 그들을 강간할까 봐 여성들이 숨겨져 있었다는 것을 알게 된다. 총잡이들은 마을 사람들과 유대감을 형성하기 시작하고, 페트라는 치코를 쫓아다닌다. 베르나르도가 총잡이들이 최고의 음식을 받고 있다고 지적하자, 그들은 그것을 마을 아이들과 나눈다.
칼베라의 부하 세 명이 마을을 정찰하기 위해 파견된다. 치코의 실수로 인해 일곱 명은 세 명 모두를 죽일 수밖에 없게 된다. 며칠 후 칼베라와 그의 산적들이 대규모로 도착한다. 일곱 명과 마을 사람들은 갱단원 열한 명을 죽이고 나머지는 마을 밖으로 쫓아낸다. 마을 사람들은 칼베라가 돌아오지 않을 것이라고 믿으며 축하한다. 그러나 치코는 칼베라의 진영에 잠입하여 칼베라가 돌아올 것이라는 것을 알게 되는데, 그의 부하들이 식량이 부족하기 때문이다. 일부 마을 사람들은 보복을 두려워하며 총잡이들에게 떠나라고 요구한다. 일곱 명 중 일부도 흔들리지만, 크리스는 그들이 머물러야 한다고 주장한다.
일곱 명은 칼베라의 진영에 선제 공격을 가하기 위해 나섰지만, 버려진 것을 발견한다. 마을로 돌아오자 그들은 칼베라와 그의 부하들에게 붙잡히는데, 그들은 일부 마을 사람들과 공모하여 몰래 들어와 통제권을 장악한 상태였다. 칼베라는 일곱 명의 목숨을 살려주는데, 부분적으로는 그들이 배신으로 인해 환멸을 느꼈다고 믿고, 부분적으로는 국경 너머에 있는 그들의 친구들로부터의 보복을 두려워했기 때문이다.
떠날 준비를 하면서 크리스와 빈은 마을에 정서적으로 애착을 갖게 되었음을 인정한다. 브릿은 아무도 자신의 총을 가져가거나 자신이 떠나는 것을 보지 못할 것이라고 선언한다. 치코는 마을 사람들을 싫어한다고 주장한다. 크리스가 자신도 농부로 자랐다고 지적하자, 치코는 칼베라와 크리스 같은 남자들이 마을 사람들을 그렇게 만들었다고 화를 내며 답한다.
갱단은 일곱 총잡이를 마을 밖으로 호위하고 그들의 무기를 돌려준다. 일곱 명은 다음 행동을 논의한다. 모두 돌아가서 싸우기로 동의하지만, 노력이 헛되고 자살 행위라고 믿는 해리는 제외한다.
총잡이들은 마을에 잠입하고 총격전이 벌어진다. 마음을 바꾼 해리는 크리스의 목숨을 구하기 위해 제때 돌아왔지만, 자신은 치명적인 총상을 입는다. 해리는 무엇을 위해 싸웠는지 알고 싶어 하고, 크리스는 해리가 재산을 위해 죽었다고 믿게 하기 위해 숨겨진 금에 대해 거짓말을 한다. 해리는 죽기 전에 미소를 짓는다. 리는 용기를 내어 여러 마을 사람들이 붙잡혀 있는 집으로 달려 들어가 포로들을 사살하고 포로들을 풀어 전투에 합류시킨다. 그러나 집을 나서다가 총에 맞아 쓰러진다. 친구가 된 소년들을 보호하다 총상을 입은 베르나르도는 죽어가면서 그들에게 아버지들이 얼마나 용감하게 싸웠는지 보라고 말한다. 브릿은 많은 산적을 죽이고 엄폐물에서 몸을 드러낸 후 죽는다. 크리스는 칼베라를 총으로 쏴 죽이고, 칼베라는 왜 마을로 돌아왔는지 알고 싶어 한다. 남은 산적들은 도망친다.
치코가 페트라와 함께 있기로 결정한 후, 크리스와 빈은 마을 원로에게 작별을 고한다. 원로는 그들에게 마을 사람들만이 승리했으며, 총잡이들은 "땅 위를 불어 지나가는 바람과 같다"고 말한다. 쓰러진 동료들의 무덤을 지나면서 크리스는 원로가 옳았음을 인정한다.

## 한국판 성우진

### MBC (1996년 2월 19일)
- 김관철 - 크리스 (율 브린너)
- 양지운 - 빈 (스티브 맥퀸)
- 김기현 - 브릿트 (제임스 코번)
- 김병관 - 오레일리 (찰스 브론슨)
- 황일청 - 리 (로버트 본)
- 이종오 - 칼베라 (엘리 웰라치)
- 손원일 - 치코 (호르스트 부흐홀츠)
- 정승현
- 이종혁
- 이승환
- 배주영
- 안장혁
- 안지환
- 양희문
- 이승현
- 정소영
- 최원형
- 강수진
- 박조호
- 변종필
- 이진홍
- 전수빈

### KBS (2007년 5월 6일)
- 박상일 - 크리스 아담스(율 브리너)
- 김세한 - 빈(스티브 맥퀸)
- 김소형 - 칼베라(일라이 월릭)
- 유동균 - 치코(호르스트 부흐홀츠)
- 문관일 - 베르나도 오라일리(찰스 브론슨)
- 김정호 - 브릿(제임스 코번) / 남자(윗 비셀)
- 김관진 - 해리 럭(브래드 덱스터) / 남자(발 에이버리)
- 임진응 - 리(로버트 번) / 남자(빈 러셀)
- 이종구 - 촌장(블라디미르 소콜로프) / 총잡이의 친구(알렉스 몬토야)
- 은미 - 페트라(로젠다 몬테로스)
- 임성표 - 소테로(나티비다드 바시오) / 총잡이(로버트 J. 윌크)
- 장호비 - 힐라리오(호르헤 마르티네즈 데 호요스)
- 사성웅 - 토마스(페프 헌)
- 임주현 - 마을 남자 아이(마리오 나바로)